# Кныш, Даниил Сергеевич
Даниил Сергеевич Кныш (укр. Данило Сергійович Книш; род. 3 марта 1996, Арциз, Одесская область) — украинский футболист, полузащитник клуба «Виктория».

## Игровая карьера

### Клубная
Воспитанник «Монолита» (Ильичевск) и «Динамо» (Киев), в чемпионате Украины (ДЮФЛ) провел 74 матча (22 гола). В составе киевского «Динамо» выступал в юношеском (U-19) и молодежном чемпионатах Украины — 43 матча (7 голов), а в сентябре 2016 получил статус свободного агента. В марте 2017 подписал контракт со «Сталью» (Каменское) из Премьер-лиги. 16 июля 2017 дебютировал за каменскую команду в поединке УПЛ против луганской «Зари», а в течение сезона провел 15 официальных матчей в рамках данного турнира и 1 поединок в кубке Украины, также отличился 8 голами в 22 матчах за дублирующий состав. В августе 2018 года подписал контракт с второлиговым футбольным клубом «Калуш», в котором провел два следующих сезона. Будучи одним из лидеров команды отличился 11 голами в 46 официальных матчах во всех турнирах.
В июне 2020 года стал игроком клуба «Минай», с которым получил право выступать в Премьер-лиге — выиграв золотые награды Первой лиги. В июле 2022 года покинул закарпатскую команду и подписал контракт с футбольным клубом «Металлист». Во второй половине сезона 2022/23 на правах полугодовой аренды перешел в состав львовских «Карпат». В общем на протяжении этих трех лет Даниил провел 41 поединок (1 гол) в элитном дивизионе и 16 матчей (2 гола) в первой лиге, а в кубке Украины сыграл 3 игры. В июле 2023 стал игроком клуба «Нива» (Бузова), за который выступал до завершения первой половины сезона. В составе дебютанта первой лиги принял участие в 18 поединках во всех турнирах — забил три мяча и записал в свой актив пять результативных передач. В январе 2024 подписал контракт с перволиговым футбольным клубом «Буковина», однако уже по завершении сезона по обоюдному согласию сторон покинул команду, за это непродолжительное время (большинство из которого находился в лазарете) записав в свой актив всего 3 матча.

### В сборной
Приглашался в юношеские сборные Украины разных возрастов, в составе которых провел 9 матчей. В 2013 году — участник юношеского чемпионата Европы (U-17). С 2016 года вызвался в состав молодежной сборной Украины, за которую в июне того же года сыграл единственный поединок против сверстников из Словакии. В 2017 году в составе студенческой сборной Украины по футболу был участником Летней всемирной универсиады.

## Достижения
«Минай»
- Победитель Первой лиги Украины: 2020
- Полуфиналист Кубка Украины: 2020

«Динамо»
- Победитель Премьер-лиги Украины (U-21): 2015/16

## Статистика выступлений

### Клубная
| Соревнования         | Матчи | Количество забитых мячей |
| -------------------- | ----- | ------------------------ |
| Премьер-лига Украины | 56    | 1                        |
| Кубок Украины        | 14    | 2                        |
| Первая лига Украины  | 48    | 5                        |
| Вторая лига Украины  | 41    | 10                       |
| Всего за карьеру     | 159   | 18                       |